# Opera Unite
Opera Unite je nástroj, který integruje do internetového prohlížeče Opera funkce pro sdílení souborů. Sdílení probíhá na principu výměnných sítí P2P (peer to peer). Unite vytvoří z počítače server, ze kterého budou moci ostatní uživatelé stahovat soubory. Tento server poběží pouze tehdy, pokud bude zapnutý počítač a na něm poběží Opera.
První veřejná verze vyšla 16. 6. 2009 ve speciálním buildu. S první verzí bylo uvolněno i API, kterého lze využít i v jiných programech.